# Rotkopf (Allgäuer Alpen)
Als Rotkopf bezeichnet man drei unscheinbare Gipfel in den Allgäuer Alpen, die im Grat zwischen Schneck im Süden und dem Laufbacher Eck im Norden liegen. Die drei Gipfel sind 2188 m ü. NHN (Nordgipfel), 2194 m ü. NHN (Mittelgipfel) und 2183,4 m ü. NHN (Südgipfel) hoch.

## Besteigung
Auf den Rotkopf führt kein markierter Weg. Er kann vom Laufbacher-Eck-Sattel erreicht werden, erfordert aber absolute Trittsicherheit und Schwindelfreiheit. Der Übergang vom Mittelgipfel zum Südgipfel erfolgt über einen schmalen, schrofigen Felsgrat, der nur im Reitsitz begangen werden kann.

## Botanik
Die Botanik des Rotkopfs ist ähnlich vielfältig wie die von Höfats oder Schneck.

## Bilder

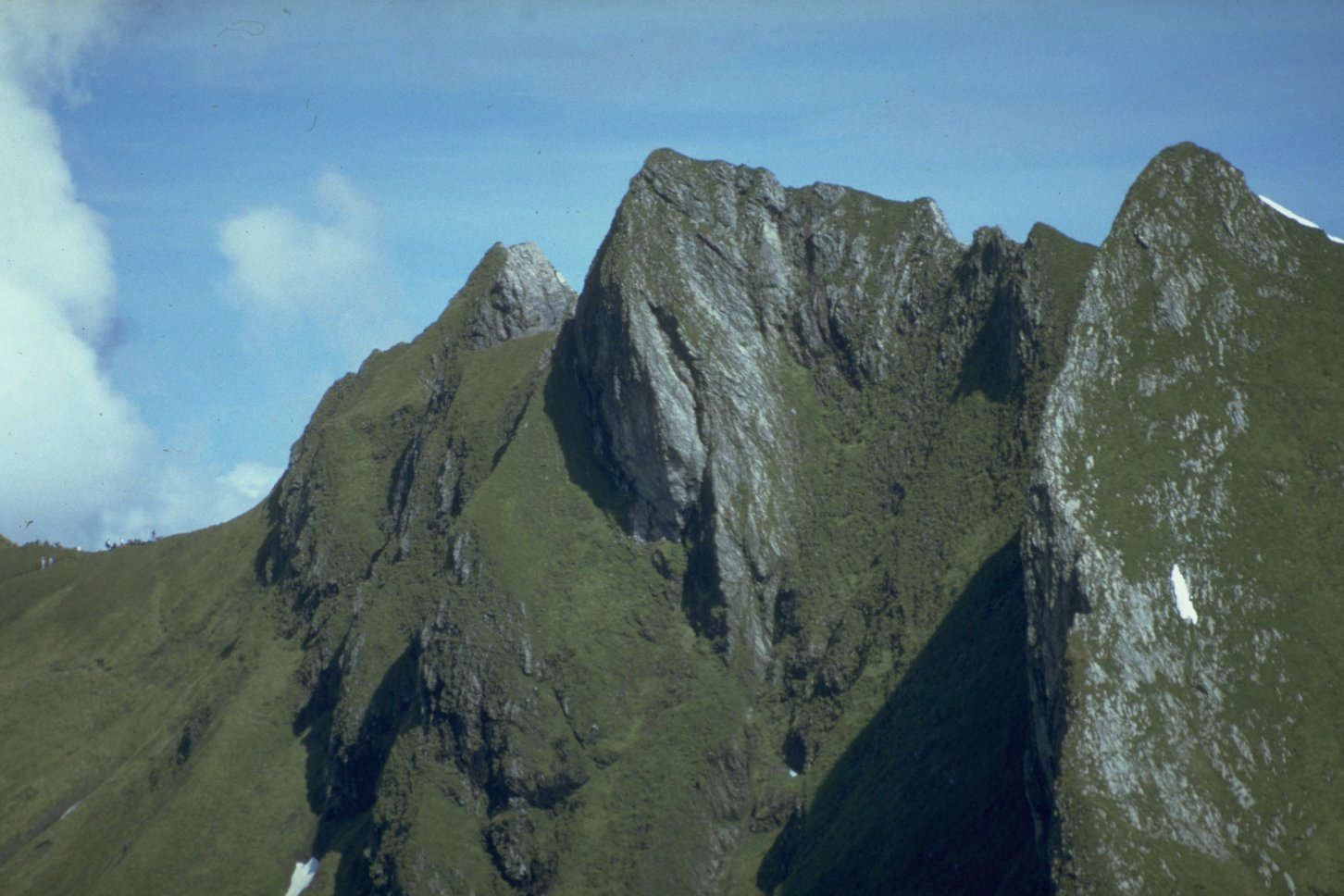
Rotkopf vom Himmelhorn (von links: Nordgipfel, Mittelgipfel, Südgipfel). Ganz links der Laufbacher-Eck-Sattel